# Saud Al-Otaibi
Saud Al-Otaibi (ur. 3 listopada 1969) – saudyjski piłkarz występujący podczas kariery na pozycji bramkarza.

## Kariera klubowa
Saud Al-Otaibi podczas kariery piłkarskiej występował w klubie Asz-Szabab Rijad.

## Kariera reprezentacyjna
Abdullah Al-Dosari występował w reprezentacji Arabii Saudyjskiej w latach dziewięćdziesiątych.
W 1992 uczestniczył w Pucharze Konfederacji oraz Pucharze Azji. Na obu tych turniejach Arabia Saudyjska zajmowała drugie miejsce. W Pucharze Konfederacji wystąpił w obu meczach z USA i Argentyną. W Pucharze Azji wystąpił tylko w meczu z Chinami.